# トヨタ・D型エンジン
トヨタ・D型エンジン（トヨタ・Dがたエンジン）は、トヨタ自動車の水冷直列6気筒ディーゼルエンジンの系列である。
トヨタ初のディーゼルエンジン。

## 型式
1957年3月登場
予燃焼室式ディーゼルエンジン
水冷直列6気筒OHV

### D - 5,900cc
- （初）トヨタ・トラックDA60
- （初）トヨタ・ボンネットバスDB60・65
- トヨタ・ボンネットバスDB70・75
- トヨタ・キャブオーバートラックDC80C
- トヨタ・トラックDA70/DA80系
- トヨタ・トラックDA100
- トヨタ・2DW15 カーゴトラック

### 2D - 6,500cc
- トヨタ・リアエンジンバスDR10/15系
- トヨタ・ボンネットバスDB100/110系
- トヨタ・トラックDA90/95系
- トヨタ・トラックDA110/115/116系
- トヨタ・キャブオーバートラックDA95C
- トヨタ・キャブオーバートラックDA115C